# Jaime Amat
Jaime Amat Fontanals (* 1. September 1941 in Terrassa; † 18. Februar 2020 ebenda) war ein spanischer Hockeyspieler. Er belegte bei den Olympischen Spielen 1964 mit der spanischen Nationalmannschaft den vierten Platz.

## Karriere
Bei den Olympischen Spielen 1964 in Tokio erreichten die Spanier in der Vorrunde den zweiten Platz hinter der indischen Mannschaft. Im Halbfinale unterlagen die Spanier der Mannschaft Pakistans. Im Spiel um den dritten Platz verloren sie gegen die Australier mit 2:3.
Nachdem Jaime Amat aus beruflichen Gründen die Olympischen Spiele 1968 ausgelassen hatte, kehrte er für die Olympischen Spiele 1972 noch einmal zurück und belegte den siebten Platz mit der spanischen Mannschaft. Insgesamt wirkte Jaime Amat in fünfzig Länderspielen für Spanien mit.
Jaime Amat spielte in der spanischen Liga für den Club Egara aus Terrassa. Für diesen Verein spielten auch seine Brüder Pedro Amat, Francisco Amat und Juan Amat, die alle ebenfalls an Olympischen Spielen teilnahmen. Jaimes Sohn Jaime Amat Durán spielte ebenfalls für den Club Egara und die spanische Nationalmannschaft.